# Funkcja addytywna zbioru
Funkcja addytywna zbioru – funkcja określona na pewnej rodzinie zbiorów o wartościach w rozszerzonym zbiorze liczb rzeczywistych, której wartość dla sumy dwu zbiorów rozłącznych jest sumą wartości dla każdego z tych zbiorów. Z pojęciem addytywności blisko związane są pojęcia podaddytywności, σ-addytywności oraz σ-podaddytywności (funkcje dwóch ostatnich rodzajów definiuje się zwykle na σ-ciałach lub σ-pierścieniach zbiorów).

## Definicje
Niech {\displaystyle {\mathcal {A}}} będzie rodziną zbiorów oraz niech {\displaystyle f\colon {\mathcal {A}}\to \mathbb {R} \cup \{-\infty ,+\infty \}.} O funkcji {\displaystyle f} mówi się, że jest
- addytywna, jeśli

{\displaystyle f(A\cup B)=f(A)+f(B)} dla wszystkich zbiorów rozłącznych {\displaystyle A,B\in {\mathcal {A}},} dla których {\displaystyle A\cup B\in {\mathcal {A}}.}
- podaddytywna lub subaddytywna, jeśli

{\displaystyle f(A\cup B)\leqslant f(A)+f(B)} dla wszystkich zbiorów {\displaystyle A,B\in {\mathcal {A}},} dla których {\displaystyle A\cup B\in {\mathcal {A}}.}
- skończenie addytywna jeśli

{\displaystyle f\left(\bigcup _{k=0}^{n}~A_{k}\right)=\sum _{k=0}^{n}~f(A_{k})} dla wszystkich parami rozłącznych zbiorów {\displaystyle A_{0},A_{1},\dots ,A_{n}\in {\mathcal {A}},} dla których {\displaystyle A_{0}\cup A_{1}\cup \ldots \cup A_{n}\in {\mathcal {A}}.}
- skończenie podaddytywna lub skończenie subaddytywna, jeśli

{\displaystyle f\left(\bigcup _{k=0}^{n}~A_{k}\right)\leqslant \sum _{k=0}^{n}~f(A_{k})} dla wszystkich zbiorów {\displaystyle A_{0},A_{1},\dots ,A_{n}\in {\mathcal {A}},} dla których {\displaystyle A_{0}\cup A_{1}\cup \ldots \cup A_{n}\in {\mathcal {A}}.}
- przeliczalnie addytywna lub σ-addytywna jeśli

{\displaystyle f\left(\bigcup _{k=0}^{\infty }~A_{k}\right)=\sum _{k=0}^{\infty }~f(A_{k})} dla wszystkich parami rozłącznych zbiorów {\displaystyle A_{0},A_{1},A_{2},\dots \in {\mathcal {A}},} dla których {\displaystyle \bigcup _{k=0}^{\infty }~A_{k}\in {\mathcal {A}}.}
- przeliczalnie podaddytywna, przeliczalnie subaddytywna, σ-podaddytywna lub σ-subaddytywna, jeśli

{\displaystyle f\left(\bigcup _{k=0}^{\infty }~A_{k}\right)\leqslant \sum _{k=0}^{\infty }~f(A_{k})} dla wszystkich zbiorów {\displaystyle A_{0},A_{1},A_{2},\dots \in {\mathcal {A}},} dla których {\displaystyle \bigcup _{k=0}^{\infty }~A_{k}\in {\mathcal {A}}.}
Powyższe funkcje mają częstokroć swoje dodatkowe nazwy wynikłe z ich zastosowań:
- funkcje skończenie addytywne: miary skończenie addytywne,
- funkcje przeliczalnie addytywne: miary (przeliczalnie addytywne).

Powyższe definicje rozszerza się czasem na funkcje o wartościach w pewnej strukturze algebraicznej wyposażonej w działanie dodawania (jak np. grupa abelowa, przestrzeń liniowa), w szczególności: zbiorze liczb rzeczywistych, zespolonych, czy ich rozszerzeniach, które spełniają warunki analogiczne do powyższych. Addytywne funkcje zbiorów o wartościach w przestrzeniach liniowo-topologicznych nazywa się miarami wektorowymi.

## Własności
W przypadku, gdy {\displaystyle {\mathcal {A}}} jest (co najmniej) pierścieniem zbiorów, wymaganie należenia sumy danych zbiorów do rodziny w definicji funkcji skończenie (pod)addytywnych jest spełnione automatycznie, podobnie ma się rzecz, gdy {\displaystyle {\mathcal {A}}} jest σ-pierścieniem zbiorów i funkcji przeliczalnie (pod)addytywnych. Ponadto definicje (pod)addytywności i skończonej (pod)addytywności pokrywają się wtedy na mocy zasady indukcji matematycznej (nie jest tak w ogólności, tzn. dla półpierścieni zbiorów).
Jeśli powyższe funkcje przyjmują wartości w {\displaystyle \mathbb {R} \cup \{-\infty ,+\infty \},} to zakłada się, że wszystkie sumy (szeregi) po prawych stronach definicji mają być dobrze określone, tzn. nie występują tam jednocześnie składniki {\displaystyle -\infty } i {\displaystyle +\infty .}
Jeśli {\displaystyle \varnothing \in {\mathcal {A}},} to zwykle przyjmuje się, iż {\displaystyle f(\varnothing )=0,} co nazywa się żargonowo znikaniem na zbiorze pustym, wówczas przeliczalne warianty (sub)addytywności pociągają za sobą skończone. Jeżeli funkcja addytywna przyjmuje wartości rzeczywiste (skończone), zespolone bądź wektorowe, to znikanie na zbiorze pustym wynika w istocie z jej addytywności. W przypadku funkcji o wartościach w rozszerzonym zbiorze liczb rzeczywistych jest to równoważne warunkowi, by {\displaystyle f(\varnothing )\neq \pm \infty ,} bądź by {\displaystyle f} nie była tożsamościowo równa {\displaystyle \pm \infty .}

## Przykłady
- Wahanie miary wektorowej jest funkcją addytywną.
- Dowolna podmiara jest funkcją podaddytywną.
- Każda miara (np. wahanie σ-addytywnej miary wektorowej) jest funkcją σ-addytywną.
- Dowolna miara zewnętrzna jest funkcją σ-podaddytywną.

## Rozszerzanie
Okazuje się, że premiary (przeliczalnie addytywne funkcje zbiorów znikające na zbiorze pustym) można rozszerzyć w dość naturalny sposób do miar zewnętrznych, które są zdefiniowane dla wszystkich podzbiorów przestrzeni {\displaystyle X.} Dokładniej, jeżeli {\displaystyle \mu _{0}} jest premiarą określoną na pierścieniu podzbiorów przestrzeni {\displaystyle X,} to funkcja zbiorów {\displaystyle \mu ^{*}} określona wzorem
{\displaystyle \mu ^{*}(S)=\inf \left\{\sum _{i=1}^{\infty }\mu _{0}(S_{i})\colon S_{i}\in X,S\subseteq \bigcup _{i=1}^{\infty }S_{i}\right\}}
jest miarą zewnętrzną na {\displaystyle X} (zob. metoda I konstrukcji miary zewnętrznej).